# Ondrej Spišák
Ondrej Spišák (ur. 1964 w Nitrze) – słowacki reżyser teatralny.
W 1986 ukończył studia na Wydziale Lalkarskim Akademii Sztuk Scenicznych w Pradze, a jego spektaklem dyplomowym był Dżezinbad na motywach sztuki Ernesta Brylla Na szkle malowane. Następnie pracował w Czechach i na Słowacji, gdzie zrealizował: Sir Halewina Michela de Ghelderodego, Romeo i Julię Szekspira oraz Prawiek i inne czasy na podstawie powieści Olgi Tokarczuk. W 1990 w Słowacji wspólnie z plastykiem i scenografem Františkiem Liptákiem i przyjaciółmi założył Wolne Stowarzyszenie Aktorów, Reżyserów, Artystów, Ich Małżonek, Kochanek, Dzieci, Psów i Kotów, czyli wędrowny teatr-cyrk Teatro Tatro, który ma w swoim repertuarze takie widowiska jak Bianka Brasseli, czyli kobieta o dwóch głowach, Ballada o bandycie, Zázračný divadelný automat (Magiczny automat teatralny), który powstał jako artystyczny projekt towarzyszący Olimpiadzie w Vancouver w 2010, i Mistrz i Małgorzata Michaiła Bułhakowa.
W 1994 rozpoczął współpracę z warszawskim Teatrem Lalka, gdzie przygotował spektakle dla dzieci takie jak Robinsona Crusoe (1994) według powieści Daniela Defoe, Rudy Dżil i jego pies (1994) J.R.R. Tolkiena, Guliwer (1996) Jonathana Swifta, Podróż do wnętrza Ziemi (1997) Julesa Verne’a, Odyseja (1999) Homera czy Buratino (2004) Aleksieja Nikołajewicza Tołstoja, które były prezentowane także na festiwalach lalkowych w Europie. W 2002 w Teatrze Wybrzeże wyreżyserował inscenizację autorstwa Tadeusza Słobodzianka Sen pluskwy, czyli towarzysz Chrystus, a w 2003 w Teatrze Narodowym – Merlina. Inną historię Słobodzianka, nominowanego w 2004 do nagrody Feliksa Warszawskiego za reżyserię. W 2006 w Laboratorium Dramatu odbyła się premiera Malambo Słobodzianka. Później zrealizował kolejne sztuki Tadeusza Słobodzianka w Teatrze na Woli – Nasza klasa (2010) i Prorok Ilja (2012) – oraz w Teatrze Dramatycznym m.st. Warszawy – Młody Stalin. Prawdopodobna historia (2013), Niedźwiedź Wojtek (2016) i Historia Jakuba (2017)

## Nagrody
- 1994: Nagroda ASISTEJ im. Jana Dormana i „Atest” Świadectwo Najwyższej Jakości i Poziomu Artystycznego za rok 1994 dla twórców spektaklu Robinson Cruzoe w Teatrze Lalka w Warszawie
- 1994: Toruń – I OFTL – Złoty Piernik za spektakl Robinson Crozoe w Teatrze Lalka w Warszawie oraz Brązowy Piernik (razem z Krzysztofem Dziermą) za wykreowanie przestrzeni dźwiękowej w tym spektaklu
- 1996: Toruń – III TSTL – nagroda za reżyserię przedstawienia Gulliwer Jonathana Swifta w Białostockim Teatrze Lalek
- 1997: Opole – XVIII OFTL – druga nagroda za reżyserię spektaklu Guliwer w Białostockim Teatrze Lalek
- 1997: „Atest” Świadectwo Najwyższej Jakości w dziedzinie teatru dla dzieci i młodzieży – za przedstawienie Guliwer Jonathana Swifta w Białostockim Teatrze Lalek
- 1997: Toruń – IV TSTL – Grand Prix (jury dziecięcego) dla spektaklu Wyprawa do wnętrza ziemi z Teatru Lalka w Warszawie i nagroda jury profesjonalnego za reżyserię
- 1997: Kłodzko – III Małe Zderzenia Teatralne – nagroda główna dla autorskiego przedstawienia Ondreja Spisaka Gulliwer w Białostockim Teatrze Lalek
- 1997: Lublin – II Biennale „Lalki w Lublinie” – Wielka Nagroda Publiczności i nagroda jury za reżyserię przedstawienia Rudy Dżil i jego pies Johna R.R.Tolkiena w Teatrze Lalka w Warszawie
- 1998: Warszawa – I Warszawski Pałac Teatralny – III nagroda dla spektaklu Alicja w krainie czarów z Teatru „Baj Pomorski” w Toruniu
- 1999: Warszawa – Atest Wysokiej Jakości i Poziomu Artystycznego ASSITEJ za rok 1998 – za przedstawienie Alicja w krainie czarów w Teatrze Lalek „Baj Pomorski” w Toruniu
- 2000: Toruń – VII MTSTL – nagroda jury dorosłego za reżyserię spektaklu Odyseja w Teatrze Lalka w Warszawie
- 2000: Zagrzeb – MFT Lalkowych – nagroda za reżyserię spektaklu Gulliwer w Białostockim Teatrze Lalek
- 2001: Zagrzeb – MF Teatrów Lalek – Grand Prix dla Odysei w Teatrze Lalka w Warszawie
- 2002: Czarna Maska (Łódź) dla najgorszego przedstawienia sezonu – Wesele Figara Beaumarchaise’ego w Teatrze Nowym w Łodzi
- 2004: Warszawa – Feliksy Warszawskie – nominacja do nagrody za reżyserię przedstawienia Merlin Tadeusza Słobodzianka w Teatrze Narodowym w Warszawie
- 2005: Opole – XXII Ogólnopolski Festiwal Teatrów Lalek – druga nagroda za reżyserię przedstawienia Buratino wg Aleksego Tołstoja w Teatrze Lalka w Warszawie
- 2005: „Atest” Świadectwo Najwyższej Jakości i Poziomu Artystycznego za rok 2004 – za przedstawienie Buratino Aleksego Tołstoja w Teatrze Lalka w Warszawie
- 2006: Szanghaj – Międzynarodowy Festiwal Teatrów Dziecięcych – wyróżnienie dla spektaklu Gulliwer z Białostockiego Teatru Lalek za wybitną prezentację sztuki dla dzieci
- 2007: XIII Ogólnopolski Konkurs na Wystawienie Polskiej Sztuki Współczesnej – wyróżnienie za reżyserię przedstawienia Kowal Malambo. Argentyńska historia Tadeusza Słobodzianka w Laboratorium Dramatu w Warszawie
- 2008: Toruń – XV Ogólnopolski Festiwal Teatrów Lalek Spotkania – nagroda za inscenizację przedstawienia O śmierci i cudownym lekarzu w Starym Divadle w Nitrze
- 2008: Lublin – III Festiwal Teatró Europy Środkowej Sąsiedzi – Perła Sąsiadów dla przedstawienia Kowal Malambo Laboratorium Dramatu w Warszawie
- 2011: Łódź – Międzynarodowy Festiwal Sztuk Przyjemnych i Nieprzyjemnych – nagroda dla najlepszego przedstawienia – Nasza klasa z Teatru na Woli w Warszawie
- 2011: Warszawa – Feliks Warszawski za najlepszą reżyserię w sezonie 2010/2011 – za reżyserię spektaklu Nasza klasa w Teatrze na Woli
- 2012: Cieszyn – XXIII Międzynarodowy Festiwal Teatralny „Bez Granic” – Złamany szlaban dla przedstawienia Nasza klasa z Teatru na Woli w Warszawie
- 2015: Nagroda Główna Fundacji Tatrabanka za reżyserię Mistrza i Małgorzaty